# Застава Онтарија
Садашња застава Онтарија проглашена је званичном заставом провинције 21. маја 1965. године. Застава за основу има британску Црвену заставу, са заставом Уједињеног Краљевства у кантону (горњи леви угао) и са грбом Онтарија у пољу. 
Пре 1965. године, канадска верзија Црвене заставе се вијорила испред званичних институција у Онтарију. После дугих расправа, решено је да се та застава замени новом, данашњом заставом Канаде. Одлука је била посебно непопуларна код пробританских, руралних становника Онтарија. 
Отуда је премијер Робартс, који је добијао подршку из тих крајева, предложио компромисно решење, које би осликавало како британску традицију, тако и промену. Иако се начелно залагао за нову националну заставу, сматрао је да ова застава Онтарија треба да истакне британско наслеђе и жртве канадских трупа под британском Црвеном заставом. Нацрт заставе усвојен је без већих отпора у парламенту.